# Страде Бьянке 2025
19-й выпуск  Страде Бьянке — шоссейной однодневной велогонки по дорогам Италии. Гонка прошла 8 марта 2025 года в рамках Мирового тура UCI 2025 (категория 1.UWT). Победу в третий раз в карьере одержал словенский велогонщик Тадей Погачар.

## Участники
Автоматически приглашения на гонку получили все 18 команд категории UCI WorldTeam и три лучшие команды категории UCI ProTeam прошлого сезона. Также организаторы пригласили для участи ещё 4 команды категории ProTeam.
| UCI WorldTeams (18)- EF Education-EasyPost - Alpecin-Deceuninck - Arkéa-B&B Hotels - XDS Astana Team - Bahrain-Victorious - Cofidis - Decathlon AG2R La Mondiale Team - Groupama-FDJ - Ineos Grenadiers - Intermarché-Wanty - Lidl-Trek - Movistar Team - Red Bull-BORA-hansgrohe - Soudal Quick-Step - Team Picnic-PostNL - Team Jayco AlUla - Team Visma \| Lease a Bike - UAE Team Emirates XRG UCI ProTeams (7)- Israel-Premier Tech - Uno-X Mobility - Lotto - Q36.5 Pro Cycling Team - Solution Tech-Vini Fantini - Team Polti VisitMalta - Tudor Pro Cycling Team |
| |

## Маршрут
В этом году гонка прошла по маршруту длиной 213 километров. На трассе было 16 грунтовых секторов, что на один больше, чем в прошлом выпуске. Изменения затронули всю трассу, но последние три сектора остались без изменений. Последние несколько километров были изменены незначительно, а ключевой точкой маршрута, как и прежде, стала гора Санте-Мари. Культовый финиш у Санта-Катерины перед входом на площадь Пьяцца-дель-Кампо также остался неизменным.
Старт гонки расположен в Сиене, и первые километры пути были слегка волнистыми. Первый грунтовый участок в Видритте начинался с 4,4 километра полностью прямой дороги с одним поворотом и небольшим спуском. Затем последовал первый подъём в Баньянии и второй грунтовый сектор протяжённостью 4,8 километра с уклонами, достигающими более 10 %.
Спуск к Ради привёл к третьему грунтовому сектору длиной 4,4 километра, который предлагал небольшой подъём перед прибытием в Весковаде. Там начался следующий сектор, ведущий вниз к Понте д’Арбиа, где дорога вела к подножию Монтальчино. Затем трасса снова поднялась, хотя и по асфальту, достигнув вершины гонки на высоте 462 метра. После короткого спуска с Торреньери маршрут следовал к следующему сектору — самому длинному за день, с 11,9 километрами в целом. Этот сектор был в основном ровным, хотя начинался в гору и заканчивался на спуске, который начинался в Лучиньяно-д’Ассо.
Очень короткий асфальтовый участок отделял следующий сектор — восемь километров. Они привели к преодолению Пьевы, спуску к Буонконвенто и подъёму к Серравале, откуда начался седьмой сектор, практически на сотом километре. Этот сектор длиной 9,3 километра начинался с подъёма с последующим снижением градиента.
Восьмой сектор протяжённостью 9,4 километра всегда вёл вверх, к перекрёстку на Асиано после прохождения Сан-Мартино-ин-Грань. Впереди было менее десяти километров относительной передышки от грунтовки для борьбы за место перед девятым сектором, который включал подъём на гору Санте-Мари.
За исключением 600 метров грунтовой дороги в Монтеаперти, где также регистрировались двузначные уклоны, почти 25 километров расположились по асфальту на подходе к финалу гонки. Последние 50 километров начались с Колле Пинцуто, одиннадцатого сектора (2,4 километра) с уклоном до 15 %. За ним последовало Ле Толфе, сектор всего на 1100 метров, но с крутыми спусками и подъёмами, достигающими 18 %. За этим первым двойным проходом последовал новый сектор — дорога Кастаньо длиной 700 метров, ведшая к асфальтовому разрыву Понтиньяно. Этот подъём предшествовал четырнадцатому сектору, который ознаменовал возвращение в Монтекьяро, 3,3 километра почти полностью нисходящих, которые завершили короткую петлю у подножия Колле Пинцуто, за которым снова следовал Ле Толфе.
Поворот к Сиене произошёл в десяти километрах от финиша. Подход к центру города осуществлялся по широким и длинным прямолинейным дорогам, с несколькими широкими поворотами, которые начали подниматься по мере приближения. Сначала были сложные уклоны в двух километрах от финиша, где проходили 10 %. Затем в 900 метрах от финиша вступили на брусчатку, ведущую в Старый город, входя через ворота Фонтебранда. Там уклоны превысили двузначные значения, с вершиной на Виа Санта Катерина, в 500 метрах от финиша с градиентом 16 %. Испытания закончились в 300 метрах от финиша, с твёрдым поворотом направо, за которым последовал ещё один поворот направо, ведущий к площади Пьяцца-дель-Кампо.

## Ход гонки
Гонка достигла кульминации на 9-м секторе Монте-Санте-Марие, который протянулся на 11,5 км. К этому моменту команда UAE Team Emirates XRG проделала значительную работу, сократив отрыв дня до минимума.
За 79 км до финиша первым из группы преследования атаковал 25-летний британский велогонщик Том Пидкок из команды Q36.5 Pro Cycling. Его ускорение сразу же подхватил Тадей Погачар, чемпион мира по велоспорту. Они образовали отрыв, после чего чемпион мира продолжил ускорение. Однако Том Пидкок удержался за Тадеем Погачаром, и они продолжили уходить от соперников.
29-летний британский гонщик Коннор Свифт из команды INEOS Grenadiers стал единственным, кто после сольной атаки и лидирования в гонке смог удержаться за лидерами. За 50 км до финиша на спуске чемпион мира упал, Том Пидкок избежал падения, а Коннор Свифт едва не упал, съехав с дороги.
Тадею Погачару удалось избежать серьёзных травм после того, как его заднее колесо заскользило на повороте спуска. Он до последнего удерживал руль, но затем вылетел с дороги в траву, но быстро поднялся. Ему пришлось дважды менять велосипед, но в итоге он догнал сначала Свифта, а затем Пидкока через 4 км, за 46 км до финиша.
Коннор Свифт не смог выдержать темп дуэта победителей Страде Бьянке, а Том Пидкок не смог ответить на атаку Тадея Погачара за 18 км до финиша на 15-м секторе — Колле-Пинцуто. Тадей Погачар, несмотря на видимые повреждения на руке и колене, оторвался от британского гонщика и выиграл Страде Бьянке-2025 с преимуществом в 1 минуту 24 секунды. Том Пидкок финишировал вторым.
Тройку призёров замкнул товарищ Тадея Погачара по команде UAE Team Emirates Тим Велленс, который атаковал из группы преследователей, когда преимущество Тадея Погачара составляло полторы минуты. Велленс финишировал через 2 минуты 12 секунд после победителя. Тим Велленс уже поднимался на третью ступень подиума Страде Бьянке 8 лет назад, в 2017 году.
Выпуск Страде Бьянке-2025 стал самым быстрым за 19 лет существования классики — дистанцию в 213 км победитель, Тадей Погачар, преодолел со средней скоростью 40,703 км/ч, побив рекорд выпуска Страде Бьянке-2023, когда победу одержал Том Пидкок, проехавший гонку со средней скоростью 40,636 км/ч.

## Результаты
| \| Генеральная классификация \| Генеральная классификация \| Генеральная классификация \| Генеральная классификация \| Генеральная классификация \| \| Гонщик \| Гонщик \| Команда \| Время \| \| \| ------------------------- \| ------------------------- \| ------------------------- \| ------------------------- \| ------------------------- \| \| 1-й \| Тадей Погачар \| UAE Team Emirates XRG \| 5ч 13' 58 \| \| \| 2-й \| Том Пидкок \| Q36.5 Pro Cycling Team \| + 1' 24 \| \| \| 3-й \| Тим Велленс \| UAE Team Emirates XRG \| + 2' 12 \| \| \| 4-й \| Бен Хили \| EF Education-EasyPost \| + 3' 23 \| \| \| 5-й \| Пельо Бильбао \| Bahrain Victorious \| + 4' 20 \| \| \| 6-й \| Магнус Корт Нильсен \| Uno-X Mobility \| + 4' 26 \| \| \| 7-й \| Джанни Вермерш \| Alpecin-Deceuninck \| + 4' 29 \| \| \| 8-й \| Михаэль Вальгрен \| EF Education-EasyPost \| + 4' 37 \| \| \| 9-й \| Леннерт Ван Этвельт \| Lotto \| + 4' 47 \| \| \| 10-й \| Роджер Адриа \| Red Bull-Bora-Hansgrohe \| + 5' 06 \| \| |                     |                         |           |
| |                     |                         |           |
| |                     |                         |           |
| Генеральная классификация |                     |                         |           |
| Гонщик | Гонщик              | Команда                 | Время     |
| 1-й | Тадей Погачар       | UAE Team Emirates XRG   | 5ч 13' 58 |
| 2-й | Том Пидкок          | Q36.5 Pro Cycling Team  | + 1' 24   |
| 3-й | Тим Велленс         | UAE Team Emirates XRG   | + 2' 12   |
| 4-й | Бен Хили            | EF Education-EasyPost   | + 3' 23   |
| 5-й | Пельо Бильбао       | Bahrain Victorious      | + 4' 20   |
| 6-й | Магнус Корт Нильсен | Uno-X Mobility          | + 4' 26   |
| 7-й | Джанни Вермерш      | Alpecin-Deceuninck      | + 4' 29   |
| 8-й | Михаэль Вальгрен    | EF Education-EasyPost   | + 4' 37   |
| 9-й | Леннерт Ван Этвельт | Lotto                   | + 4' 47   |
| 10-й | Роджер Адриа        | Red Bull-Bora-Hansgrohe | + 5' 06   |